# August Rumm
August Rumm (* 10. März 1888 in Schwanheim; † 27. Februar 1950 in Allemühl) war ein deutscher Bildnis-, Figuren- und Landschaftsmaler sowie Lithograph.

## Leben und Werke

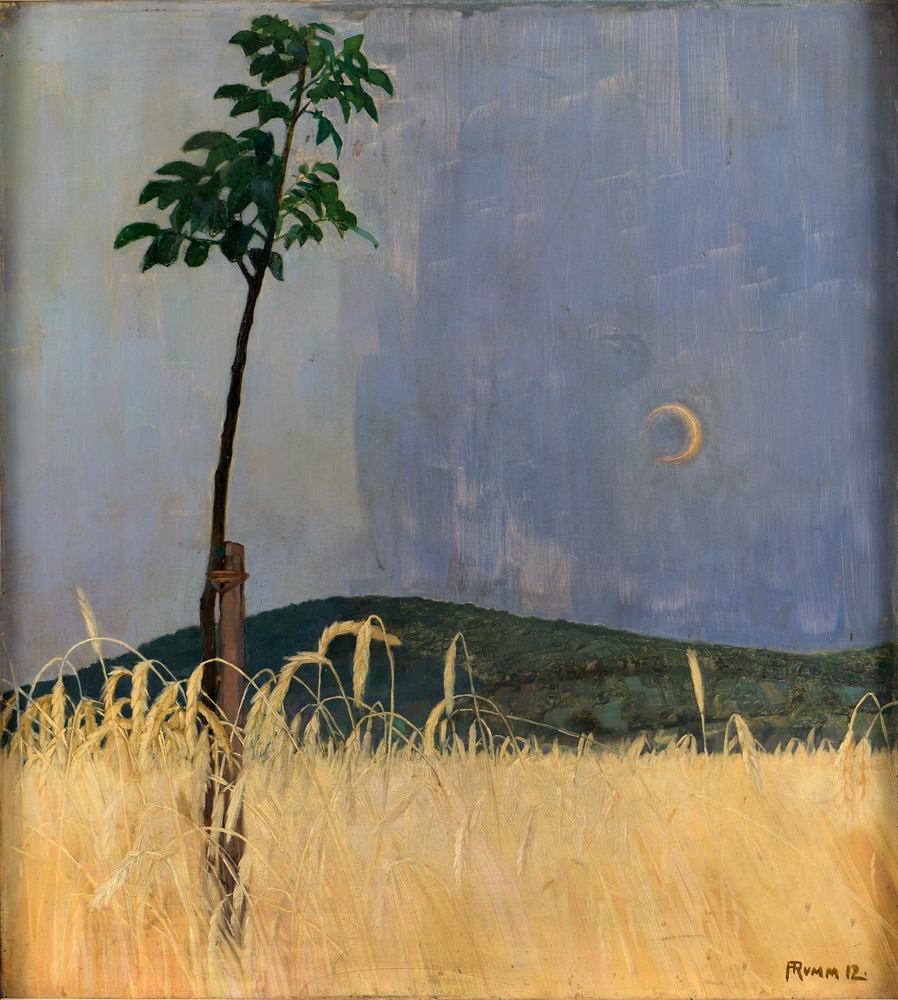
Beginnende Sonnenfinsternis (1912); Öl auf Leinwand

Rumm war der Sohn eines Lehrers. Nachdem sein Vater Karl Rumm nach Bretten versetzt worden war, zog er 1896 mit seiner Familie dorthin. Rumm absolvierte eine Ausbildung zum Zeichenlehrer. Er besuchte von 1904 bis 1907 das Lehrerseminar in Karlsruhe, wo er ein Schüler von Heinrich Eyth war. Er unterrichtete in Ittersbach und Rußheim und schloss ab 1908 ein Studium an der Kunstgewerbeschule Karlsruhe an. Nach seinem Zeichenlehrer-Examen im Jahr 1911 wurde er Meisterschüler bei Wilhelm Trübner. Von 1912 bis 1914 war er als Dozent am Karlsruher Lehrerseminar beschäftigt und arbeitete an den Realschulen in Baden-Baden und Säckingen. 1918 quittierte er den Schuldienst und wurde freischaffender Maler. Nach diversen Studienreisen im Jahr 1920 schuf er den Porträtzyklus Das Gesicht der Zeit, der 1924 bei der Gesellschaft für geistigen Aufbau publiziert wurde. Ab 1925 zeigte Rumm seine Werke in zahlreichen Einzel- und Gruppenausstellungen.
Im Mai 1927 heiratete Rumm Marie (geborene Lautermilch), im Jahr darauf zog das Paar nach Grötzingen, nachdem es vorher in Karlsruhe gelebt hatte. 1929 wurde die „Gemeinschaft zur Förderung der Kunst August Rumms“ gegründet. 1933 zog Rumm in eine Atelierwohnung beim Durlacher Rittnerthof. Im selben Jahr, am 29. Juni, beteiligte er sich an einer Veranstaltung im Rahmen der zweiten „Kulturellen Kampfwoche“ zugunsten der Heimatkunst. Angeblich nahmen 3000 Personen an der Veranstaltung im Saal der Festhalle teil, jedoch dürfte diese Zahl darauf zurückzuführen sein, dass Angehörige der Hitlerjugend als Staffage verwendet wurden. Reden hielten an diesem Tag der Heimatdichter Heinrich Vierordt, der Musikprofessor Franz Philipp und Hans Adolf Bühler von der Badischen Kunstschule. Außer Rumm waren noch der Bildhauer Hermann Volz, die Komponistin Clara Faisst, der Maler Hermann Junker und der Schriftsteller Karl Joho anwesend. Noch 1932 waren in dem jüdischen Familienblatt Menorah vier Porträts von Rumms Hand abgebildet worden: die Bildnisse Alfred Momberts, Martin Bubers, Friedrich Gundolfs und Jakob Wassermanns.
Ab 1940 war Rumm Mitglied der NSDAP. 1940 folgte der letzte Umzug nach Allemühl in den Odenwald.
Rumm gehörte ab 1925 der Grötzinger Künstlerkolonie an. Er schuf unter anderem ein Porträt Johannes Reuchlins, das sich im Reuchlin-Museum in Pforzheim befindet. Ein Bildnis Melanchthons gelangte in den Besitz des Badischen Kultusministeriums Karlsruhe, ein Lutherbildnis in die Grötzinger Kirche. Für die Kirche in Windischbuch malte er eine Geburt Christi. Die Badische Landesbibliothek erwarb sein Mombertporträt. Rumms Töchter Amadea und Angelika überließen dem Museum der Stadt Eberbach im Jahr 2002 drei Gemälde und zwei Zeichnungen ihres Vaters.